# Jerome Biffle
Jerome Cousins Biffle (ur. 20 marca 1928 w Denver w stanie Kolorado, zm. 4 września 2002 tamże) – amerykański lekkoatleta skoczek w dal, mistrz olimpijski z Helsinek z 1952.
Jako student University of Denver Biffle zdobył w 1950 akademickie mistrzostwo USA (NCAA) w skoku w dal. Po ukończeniu studiów i odbyciu służby wojskowej zajął 3. miejsce na mistrzostwach USA (AAU) w 1952 oraz był drugi podczas amerykańskich eliminacji przedolimpijskich za Meredithem Gourdine.
Na igrzyskach olimpijskich w 1952 w Helsinkach w finale zdobył złoty medal z wynikiem 7,57 m, pokonując Gourdine’a o 4 centymetry. Po zakończeniu kariery zawodniczej pracował jako trener lekkoatletyczny w szkołach w Denver.